# Hormin
Hormin war ein altägyptischer Beamter unter den Königen Sethos I. und Ramses II. in der 19. Dynastie. Seine wichtigsten Titel waren Vorsteher des königlichen Harems und Schatzmeister.

## Belege
Hormin ist vor allem von den Resten seines Grabes in Sakkara bekannt. Dieses Grab wurde im 19. Jahrhundert von der Lepsius-Expedition lokalisiert. Seine genaue Lage ist seit dem aber wieder verloren gegangen. 

## Fundverbleib
Blöcke seiner Grabkapelle gelangten im 19. Jahrhundert in verschiedene Museen der Welt. Ein Relief befindet sich heute im Louvre und zeigt Hormin vor Sethos I., der in dem sogenannten Erscheinungsfenster steht und den Beamten mit Gold belohnt. Verschiedene Blöcke befinden sich in Kairo, sie zeigen Hormin und seine Frau May vor verschiedenen Gottheiten und vor Hathor, die hier als Baumgöttin erscheint und den beiden Wasser spendet. Ein anderer Block zeigt die Bestattungsfeierlichkeiten. Von Hormin gibt es des Weiteren eine Statue, auf der der Name von Ramses II. genannt ist. Der Beamte wird vielleicht auch in der neuägyptischen Erzählung König und die Göttin genannt.